# Страдонице

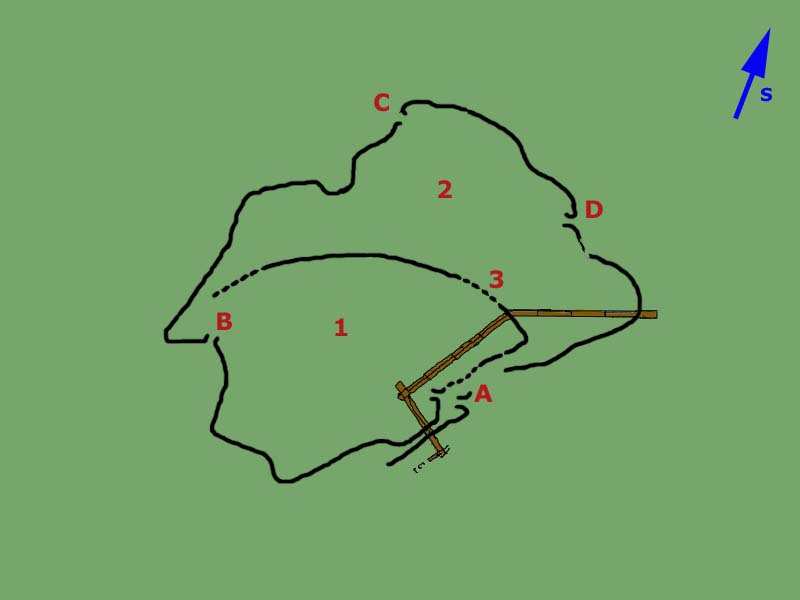
Страдонице

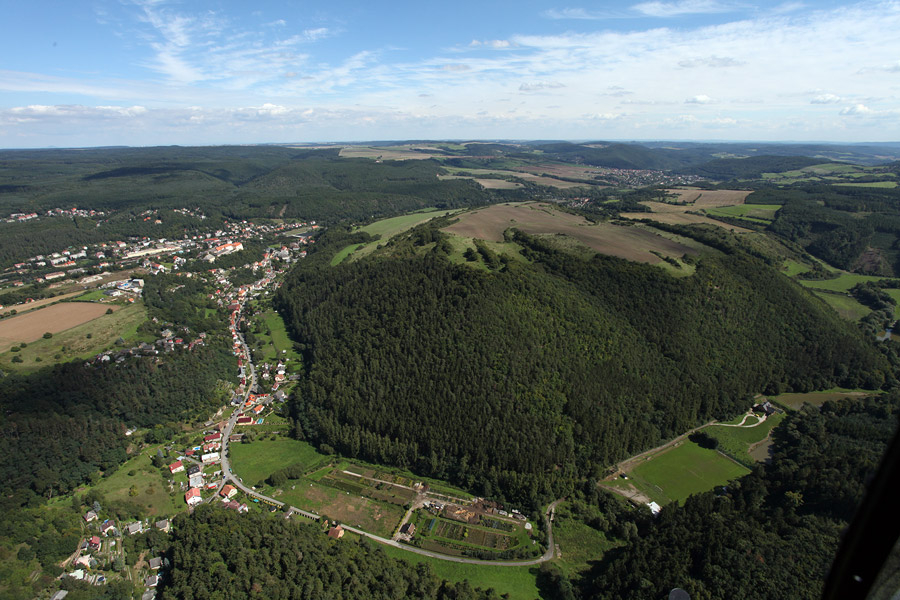
На вершине этого холма располагалось городище Страдонице. Вид с Юга.

Страдонице (чеш. Stradonice) — городище площадью 82 га. неподалёку от города Бероун в Чехии; названо по близлежащей современной деревне.
В конце 1-го тыс. до н. э. — начале н. э. — крупный племенной и торгово-ремесленный центр кельтов.
Расположено на высоком мысу, на правом берегу реки Бероунка. Сохранилась окружавшая город каменная стена сухой кладки шириной 2,5 м. После находки здесь в 1877 году клада из 200 золотых монет Страдонице неоднократно подвергалось бессистемным раскопкам. В Страдонице сосредоточивалось значительное производство: литейное, кузнечное, ювелирное, гончарное и др. Найдено много римских и кельтских монет. Наряду с ремеслом и торговлей (с Римом и его провинциями) население Страдонице занималось также земледелием и скотоводством.